# Anthony Philp
Anthony Stephen Philp –conocido como Tony Philp– (Suva, 14 de junio de 1969) es un deportista fiyiano que compitió en vela en la clase Mistral.
Ganó una medalla de plata en el Campeonato Mundial de Mistral de 1999 y una medalla de bronce en el Campeonato Europeo de Mistral de 1996.

## Palmarés internacional
| \| Campeonato Mundial \| Campeonato Mundial \| Campeonato Mundial \| Campeonato Mundial \| \| Año \| Lugar \| Medalla \| Clase \| \| ----------------------- \| ------------------ \| ------------------ \| ------------------ \| \| 1999 \| Numea (Francia) \| Medalla de plata \| Mistral \| \| Campeonato Europeo[n 1] \| \| \| \| \| Año \| Lugar \| Medalla \| Clase \| \| 1996 \| Niza (Francia) \| Medalla de bronce \| Mistral \| |                 |                   |         |
| Campeonato Mundial |                 |                   |         |
| Año | Lugar           | Medalla           | Clase   |
| 1999 | Numea (Francia) | Medalla de plata  | Mistral |
| Campeonato Europeo |                 |                   |         |
| Año | Lugar           | Medalla           | Clase   |
| 1996 | Niza (Francia)  | Medalla de bronce | Mistral |

1. ↑  En algunas ediciones del Campeonato Europeo se permitió la participación de regatistas de otros continentes.